# Valgrana
Valgrana (okcitánul: Vergrana) település Olaszországban, Piemont régióban, Cuneo megyében. Lakosainak száma 809 fő (2023. január 1.). Valgrana Bernezzo, Caraglio, Montemale di Cuneo, Monterosso Grana és Rittana községekkel határos.

## Népesség
A település lakossága az elmúlt években az alábbi módon változott:
| Lakosok száma | 779  | 780  | 809  |
|               | 2017 | 2018 | 2023 |